# Powiat St. Wendel
Powiat St. Wendel (niem. Landkreis St. Wendel) – powiat w niemieckim kraju związkowym Saara. Stolicą powiatu jest miasto St. Wendel.

## Podział administracyjny
Powiat St. Wendel składa się z:
- jednej gminy miejskiej (Stadt)
- siedmiu gmin wiejskich (Gemeinde)

Gminy miejskie:
| Lp. | Nazwa gminy miejskiej | Ludność (31.12.2010) | Powierzchnia km² |
| --- | --------------------- | -------------------- | ---------------- |
| 1   | St. Wendel            | 26.208               | 113,54           |

Gminy wiejskie:
| Lp. | Nazwa gminy wiejskiej | Ludność (31.12.2010) | Powierzchnia km² |
| --- | --------------------- | -------------------- | ---------------- |
| 1   | Freisen               | 8.336                | 48,08            |
| 2   | Marpingen             | 10.770               | 39,68            |
| 3   | Namborn               | 7.295                | 26,00            |
| 4   | Nohfelden             | 10.137               | 100,71           |
| 5   | Nonnweiler            | 8.901                | 66,71            |
| 6   | Oberthal              | 6.217                | 23,86            |
| 7   | Tholey                | 12.732               | 57,56            |